# Robert Huber (idrottare)
Robert Huber, född 30 mars 1878, död 1946,var en finländsk skytt och olympiamedaljist. Han vann brons i hagelgevärsskyttets lagtävling i sommarolympiaden i Paris år 1924. 
Han hade redan tidigare deltagit i samma gren i OS i Stockholm år 1912, där han slutade på femte plats.